# Borderline (bài hát)
"Borderline" là một bài hát của ca sĩ người Mỹ Madonna nằm trong album phòng thu đầu tay mang chính tên cô (1983). Nó được phát hành vào ngày 15 tháng 2 năm 1984, bởi Sire Records như là đĩa đơn thứ 5 trích từ album. Bài hát được sáng tác bởi nhà sản xuất Reggie Lucas và do bạn trai lúc đó của Madonna là John "Jellybean" Benitez phối lại. Trong "Borderline", cô sử dụng một chất giọng tinh tế và tràn đầy cảm xúc. Nội dung bài hát nói về một tình yêu không bao giờ được lấp đầy và là một cuộc nổi loạn chống lại việc trọng nam khinh nữ.
Bài hát nhận được những phản ứng tích cực từ các nhà phê bình đương đại, họ gọi đây là một cách hài hòa trọn vẹn nhất cho toàn bộ album Madonna và khen ngợi chất dance-pop của nó. Về mặt thương mại, "Borderline" đã trở thành đĩa đơn đầu tiên trong sự nghiệp của Madonna lọt vào top 10 bảng xếp hạng Billboard Hot 100, đạt vị trí thứ 10. Ở Anh quốc, nó đạt đến hạng 2 sau khi phát hành lại vào năm 1986. Ở những thị trường khác, ca khúc lọt vào top 10 và top 20 của nhiều quốc gia châu Âu, trong đó dẫn đầu tại Ireland. Bài hát đứng vị trí thứ 84 trong danh sách "500 Bài hát hay nhất từ khi bạn ra đời" của tạp chí Blender, cũng như lọt vào danh sách "100 Bài hát mọi thời đại" từ các nhà phê bình của Time.
Trong video ca nhạc của "Borderline", Madonna rơi vào mối tình với một người đàn ông Mỹ Latinh làm nhiếp ảnh gia. Cô bị dụ dỗ làm người mẫu ảnh cho anh ta, nhưng sau đó họ vẫn là tình nhân của nhau. Với video này, Madonna được ghi nhận trong việc phá vỡ những điều cấm kỵ trong mối quan hệ giữa các chủng tộc. Việc phát sóng nó trên MTV cũng giúp sự nổi tiếng của Madonna ngày một tăng cao. Madonna đã biểu diễn bài hát trong chuyến lưu diễn Virgin Tour (1985) và Sticky & Sweet Tour (2008). "Borderline" đã được hát lại bởi một số nghệ sĩ như Duffy, Jody Watley, Counting Crows và The Flaming Lips..

## Danh sách bài hát
| - Đĩa 7" tại Mỹ 1. "Borderline" (chỉnh sửa) – 4:02 2. "Think of Me" – 4:55 - Đĩa 7" & phiên bản hình giới hạn tại Vương quốc Anh 1. "Borderline" (chỉnh sửa) – 4:02 2. "Physical Attraction" (chỉnh sửa) – 3:56 - Đĩa 12" tại Vương quốc Anh 1. "Borderline" (remix tại Mỹ) – 6:57 2. "Borderline" (bản dub) – 5:48 3. "Physical Attraction" (bản LP) – 6:42 - Đĩa CD maxi tại Đức / Vương quốc Anh (1995) 1. "Borderline" – 5:17 2. "Borderline" (remix tại Mỹ) – 6:57 3. "Physical Attraction" (bản LP) – 6:42 | - Đĩa 12" maxi tại Mỹ 1. "Borderline" (Mix mới) – 6:57 2. "Lucky Star" (Mix mới) – 7:14 - Đĩa 12" maxi quảng cáo tại Mỹ 1. "Borderline" (Mix mới) – 5:29 2. "Borderline" (không lời) – 5:48 - Đĩa 12" tại Úc 1. "Borderline" (remix tại Mỹ) – 6:57 2. "Borderline" (chỉnh sửa) – 4:02 3. "Borderline" (bản dub) - 5:48 - Đĩa 12" tại Đức 1. "Borderline" (remix tại Mỹ) – 6:57 2. "Borderline" (bản dub) – 5:48 3. "Physical Attraction" (bản đầy đủ) – 6:42 |

## Xếp hạng và chứng nhận
| Bảng xếp hạng (1984–86)               | Vị trí cao nhất |
| ------------------------------------- | --------------- |
| Australia (Kent Music Report)         | 12              |
| Bỉ (Ultratop 50 Flanders)             | 3               |
| Belgium (VRT Top 30)                  | 4               |
| Canada Top Singles (RPM)              | 25              |
| Ireland (IRMA)                        | 1               |
| Hà Lan (Single Top 100)               | 3               |
| New Zealand (Recorded Music NZ)       | 47              |
| Thụy Sĩ (Schweizer Hitparade)         | 23              |
| Anh Quốc (OCC)                        | 2               |
| Hoa Kỳ Billboard Hot 100              | 10              |
| Hoa Kỳ Adult Contemporary (Billboard) | 23              |
| Hoa Kỳ Dance Club Songs (Billboard)   | 2               |

| Bảng xếp hạng (1984) | Vị trí |
| -------------------- | ------ |
| US Billboard Hot 100 | 35     |

| Quốc gia                                                                           | Chứng nhận | Số đơn vị/doanh số chứng nhận |
| ---------------------------------------------------------------------------------- | ---------- | ----------------------------- |
| Anh Quốc (BPI)                                                                     | Vàng       | 310,000                       |
| Hoa Kỳ (RIAA)                                                                      | Vàng       | 500,000^                      |
| * Chứng nhận dựa theo doanh số tiêu thụ. ^ Chứng nhận dựa theo doanh số nhập hàng. |            |                               |